# Mordella villiersi
Mordella villiersi là một loài bọ cánh cứng trong họ Mordellidae. Loài này được Pic miêu tả khoa học năm 1950.